# Oriu
Oriu (plur. Orii) ist der Name für eine Gebäudeart, die auf Korsika unter einem natürlichen Felsüberhang (Abri) oder in einer natürlichen Aushöhlung (Tafoni) errichtet wurde. Erhalten bzw. leicht zugänglich sind der:
- L'Oriu de Cannis, als Wohngebäude, in Figari südlich von Sotta
- L'Oriu di Chera, als Scheune, in Figari südlich von Sotta
- ein Oriu am Pass Col de Salvi 509 m im Balagne
- ein Oriu bei Speloncato nahe Calvi

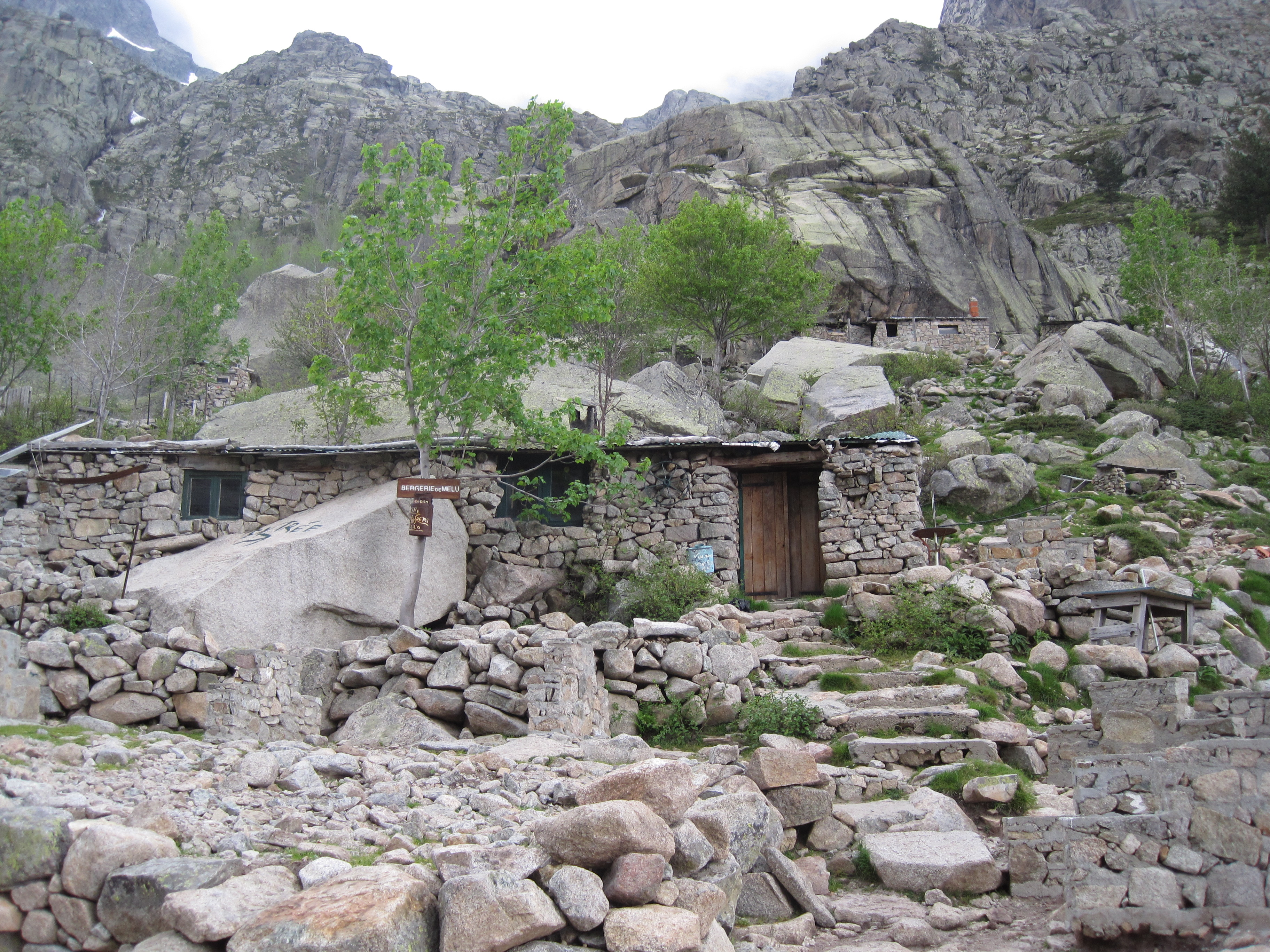
Stazzu bei Corte

Obwohl es hunderte von Orii auf Korsika gibt, sind sie kaum bekannt und in der Macchie schwer zu finden. Sie sollen im 16. und 17. Jahrhundert von Schäfern erbaut worden sein, die die Ebenen im Sommer in Transhumanz verließen und in die Berge gingen, wo sie saisonale Unterkünfte brauchten. Allerdings liegen viele nicht wirklich in den Bergen und es gibt eine Art rustikaler Gebäuden als freistehende Steinhütten.
Ein Paliaghju (oder Paillier) ist ein Platz, wo ein korsischer Hirte sein Heu versorgt und ein Stazzu (oder eine Bergerie) ist die frei stehende Unterkunft der Hirten und Schafe. Der Ausdruck „stazzu“ abgewandelt vom Lateinischen „statio“, station, bedeutet Bauernhof und Wohnhaus des Bauern. Auch in der Gallura findet man diese agro-pastoralen Gebäude. Gruppen solcher Gebäude werden auf Korsika Piazzili genannt, und eine Abteilung, die Schafen und Ziegen vorbehalten ist, wird Grìtulu genannt. Die Hirten werden Bergeries genannt. Es gibt mehrere zehntausend Paliaghju und Stazzu überall in der Insel, sind sogar im Stadium der Ruine geschützt, da sie Korsikas Schäfererbe und den Transhumanz vertreten.
Es gibt wenig Literatur über die Oriu, die korsischen Troglodyten. In prähistorischer Zeit wurden auf der Insel Tafoni als Gräber genutzt. Frederica Dorothy Violet Carrington (1910–2002) hielt Orii für eine auf den Süden beschränkte Erscheinungsform, aber es gibt sie auch im Norden der Insel.